# Épreuves et essais en philatélie
 (mai 2023).
Si vous disposez d'ouvrages ou d'articles de référence ou si vous connaissez des sites web de qualité traitant du thème abordé ici, merci de compléter l'article en donnant les références utiles à sa vérifiabilité et en les liant à la section « Notes et références ».
Parmi les objets de choix de la philatélie, figurent, à la suite des timbres-types et de leurs variétés, leurs épreuves et leurs essais.
Certes, nombre de philatélistes ne s’attachent pas à la collection de ces catégories de pièces, bien qu’elles soient plus rares que les timbres-types.
Leurs raisons résident essentiellement dans le coût relativement élevé des épreuves et essais, et dans le champ déjà étendu de la collection des timbres normaux qui limite leur possibilité de l’approfondir.
Mais différente est l’attitude de ceux qui se spécialisent dans quelques catégories bien délimitées de timbres postaux ou fiscaux, ou qui souhaitent les exposer. Alors la présence de ces à-côtés des timbres-types est toujours bienvenue.

## Distinction des épreuves et essais
Quoi qu’il en soit, certaines questions se posent parfois à ceux qui s’intéressent à ces “à-côtés”: Comment faire la différence entre les essais ou les épreuves d'artistes et certaines variétés? Et comment distinguer les essais de couleurs les plus achevés des timbres non émis ? 

- En philatélie postale, ces distinctions ont été faciles à établir, car, compte tenu de l’intérêt des millions de collectionneurs postaux, les documents ayant trait aux premières émissions de France ont été pieusement conservés depuis les origines, si bien que l’on connaît à peu près tout des moindres états d’âme, désaccords et procédés de fabrication des Barre et autres Hulot. Quant aux timbres-poste modernes, les pièces jalonnant les différentes étapes de leur réalisation, de leur conception à leur émission, en passant par leur fabrication, ont systématiquement été conservées par l’administration comme par de nombreux particuliers.
- Au contraire, pour les émissions fiscales qui ont intéressé beaucoup moins de collectionneurs que les timbres-poste, même aux époques de grande extension de leur branche de la philatélie, entre 1860 et 1914, et à plus forte raison pendant la période de quasi-disparition des philatélistes fiscaux de 1917 à 1982, aucune documentation sérieuse ne semble avoir été conservée par l’Atelier Général du Timbre, en dehors des feuilles de timbres et d’essais qui y ont été archivés. Notamment les commentaires et ordres de fabrication semblent avoir presque tous disparu, de même que les épreuves et maquettes qui sont parties, soit dans les familles des graveurs (comme le fonds Daussy), ... soit dans celles de certains agents de l’Atelier, et ne semblent avoir survécu que dans quelques collections particulières. Dans ces conditions, on manque parfois de références, pour distinguer les épreuves de timbres fiscaux de leurs essais, et leurs essais des variétés ou des non émis.

## Les maquettes et les épreuves, éléments de conception du timbre

### Maquettes de timbres
Les maquettes se situent généralement en tête du processus de fabrication du timbre, suivies de près par les tirages d'épreuves. 

Les maquettes se présentent généralement comme des dessins à l’encre de Chine ou au crayon. Certaines maquettes napoléoniennes de timbres d’effets de commerces viennent d’être redécouvertes en 2003, dans la succession Barre. La plus élaborée est éloignée du type définitivement adopté et prévoyait la présence d’une couronne au-dessus du médaillon. Par ailleurs, elle laissait trop peu de place aux légendes et à la valeur faciale. La seconde maquette, bien que moins précise, est une esquisse très proche du type finalement adopté, avec ses légendes et les espaces réservés aux mentions chiffrées. En outre des esquisses au crayon sur le même document montrent que Barre avait aussi envisagé un format horizontal (dont l’aboutissement existe au Musée de la Poste, sous la forme d’une maquette en couleurs). 

Vers la fin du XIXe siècle on en a vu aussi apparaître sous forme de photos sur collodion, généralement collées sur des supports de carton. Quelques-unes de ces maquettes sont illustrées au catalogue Yvert Fiscal 2004 (Cf. Effets de Commerce, p.75, 2e col. et 77, 1re col.).

On rencontre encore, à l’époque moderne, des maquettes coloriées, comme celle des timbres fiscaux d’Anciens Combattants provenant de la succession Daussy, avec la mention “adopté” du 14 avril 1934. On peut y observer que le sigle d’une association d’anciens combattants mentionnée par l’artiste y a été rayé, alors que l’on a laissé subsister le faisceau, ancien symbole républicain, mais surtout devenu depuis les années 1920, le symbole du fascisme italien hostile à la France. 

Enfin, on a pu rencontrer, ces 10 dernières années, des maquettes élaborées à l’ordinateur. 

De toutes ces maquettes, il faut rapprocher certains ordres de fabrication illustrés de timbres collés préexistants, et modifiés à la main, pour indiquer les transformations souhaitées (Cf. au catalogue Yvert Fiscal de 2004, l’ordre de fabrication du 15c Colis Postaux et du 3F Passeports, p.37).

### Epreuves d'artistes
Les épreuves d'artistes constituent le témoignage des différentes étapes de l'action du graveur en vue d'enfanter le timbre, à partir de sa maquette. Ce sont, en réalité, des épreuves dites "d'état".
Une série de sept à dix épreuves dites "d'artiste" sont issues du poinçon définitif fourni par le graveur et tirés sur la presse à bras de l'imprimerie des timbres-poste de Boulazac-Périgueux. Elles sont destinées tant au graveur (5 ou 7) qu'au dessinateur du timbre (2 exemplaires).
Toutes ces épreuves ont été imprimées sur les papiers carton les plus divers. Elles se rencontrent donc, le plus souvent, au centre de petits feuillets de tailles variables (cf., par exemple les épreuves du type Mouchon dans le Catalogue Dallay 2007 de France). 
Il existe par exception certaines épreuves collectives où les timbres ont été imprimés par trois, quatre, cinq ou plus (cf., par exemple les épreuves collectives du type Merson dans le Catalogue Dallay 2007 de France),. Mais certaines épreuves collectives existent aussi avec plusieurs variantes du même timbre, pour permettre des comparaisons et des choix. Il en est ainsi de l'épreuve collective des premiers timbres de Copies, où le mot “Copies” est présenté en différents caractères, et dont les valeurs faciales ne sont pas celles des timbres de copies, mais celles des timbres de Dimension. 

Quant à celles correspondant à des types ou textes non retenus, elles sont particulièrement recherchées, en raison notamment de leur intérêt pour l’histoire de l'émission, ou parfois même de l'histoire générale.
Des épreuves normales, ou épreuves d'artiste que l'on vient de décrire, doivent être distinguées, en France et à Monaco les "Epreuves de luxe": Celles-ci, loin de constituer un stade préparatoire de la réalisation d'un timbre-poste, sont en réalité des tirages réalisés après coup, et parfois avec une empreinte non originale, pour être offertes à diverses personnalités de la haute administration. Les épreuves de luxe sont certes rares, puisque tirées à quelques centaines d'exemplaires, mais beaucoup moins rares que les épreuves d'artiste qui ont réellement servi à préparer le timbre et dont les tirages sont de quelques unités seulement.

## Les essais, éléments de réalisation du timbre
Quant aux essais, dont les planches d'impression sont réalisées à partir des épreuves définitivement adoptées, ils sont normalement imprimés en feuilles, une fois adoptée la forme définitive des futurs timbres. De ce fait, ils sont presque toujours moins rares que les épreuves.

### Essais des timbres imprimés en feuilles
Ils se présentent généralement sur du papier non gommé (ou exceptionnellement sur du carton), et sont le plus souvent non dentelés, même lorsqu’ils se rapportent à de futurs timbres dentelés.
- On peut distinguer parmi les essais ceux visant à empêcher l’imitation des futurs timbres. Ce sont les essais de fonds de sécurité, de barres de sécurité verticales ou horizontales ou de burelages.
- Il existe aussi, pour les timbres les plus anciens, des essais de dentelures, comme celui du 10c de quittances noir de Oudiné, obtenu à partir de la première machine à denteler (Ravasse), ainsi que des essais des diverses légendes ou chiffres de la valeur.
- Il existe enfin des essais de couleurs, généralement effectués à partir des timbres de la valeur la plus courante de chaque série, celle destinée aux plus grands tirages et donc destinée à encourir la plus grande usure. Il faut en effet en tenir compte dans le choix des couleurs de leur capacité de résistance. C’est ainsi qu’au milieu du XIXe siècle les couleurs les plus résistantes, le noir et le bleu, avaient été attribuées aux timbres des valeurs les plus répandues, qu’il s’agisse des timbres fiscaux ou postaux (C’est pourquoi les épreuves et essais des premiers timbres fiscaux réalisés à la Monnaie l’ont été en noir ou bleu, bien qu’en définitive la couleur finalement retenue pour les Napoléon III ait finalement tiré sur le marron et le gris).

Il faut savoir interpréter les essais : du fait de la réalisation systématique des essais de couleur sur la valeur la plus courante, il est arrivé que certains tirages préliminaire de cette valeur aient, en réalité, servi pour tester les couleurs destinées à d'autre timbres, aux valeurs faciales plus élevées

### Essais des timbres imprimés au coup par coup
Un dernier problème reste posé : Du fait que les épreuves sont tirées au coup par coup, alors que les essais le sont par feuilles, comment les distinguer des timbres définitifs, lorsque ces derniers ont normalement été imprimés au coup par coup ?
Il s’agît là des cas très rares de timbres imprimés soit au cachet à main ou les timbres-poste de grève français de 1971, soit à la presse à percussion, comme les timbres fiscaux d’effets de commerce de 1860. En de tels cas, faute de documentation accessible, on a pris le parti de recourir à un système de présomptions.
On peut considérer :
- comme épreuves de timbres tirés au coup par coup, toutes les empreintes différentes du type définitif.
- comme essais des mêmes timbres, tous les tirages au type définitif, dans de couleurs non retenues.
- comme timbres normaux, eux-mêmes fabriqués au coup par coup, les figurines imprimées au type définitif et dans la couleur définitive (sous réserve des variations de détail dues parfois aux différences d’encrage dans les divers tirages).

## Épreuves et essais non retenus
Parmi les épreuves ou essais, ceux correspondant à des types ou textes non retenus, sont particulièrement recherchés, en raison notamment de leur intérêt pour l’histoire de l'émission, ou parfois même de l'histoire générale.
Mais, il va de soi que ces épreuves et essais « non retenus », imprimés au compte-gouttes, doivent absolument être distingués des timbres "non émis" imprimés en quantité, mais retirés au dernier moment et généralement détruits. (cf Timbre non émis)

## Différences entre essais, variétés et non émis

### Qualification de «variété»
Les variétés des timbres sont de divers ordres: anomalies de la gravure, différences de couleur, éléments du timbre manquants, répétés, ou inversés (médaillon, valeur, surcharge, etc.) (cf. Variété (philatélie)). Toutefois les essais peuvent présenter des différences de même nature avec le timbre-type. Alors, comment les reconnaître ?
Là encore, comme nous ne disposons pas des confidences des concessionnaires privés chargés de l’impression des timbres à certaines époques, ni celles des agents de l’Atelier Général chargés de les contrôler ou de réaliser eux-mêmes cette impression, nous sommes obligés de nous baser sur un système de présomptions : en cas d’existence d’une seule anomalie majeure sur une figurine (absence ou inversion de la valeur ou du médaillon, absence de dentelure, etc.), on considèrera que l’on se trouve en présence d’une variété. Ainsi un timbre non dentelé, et sans autre différence avec le timbre-type, doit être présumé un timbre, et non un essai, .... sauf preuve du contraire. Il s’agît alors ici d’un simple constat de ce qui saute aux yeux, alors que vouloir y voir un essai serait une interprétation.

### Qualification d'«essai»
Par contre, en cas de présence simultanée de 2 anomalies majeures (ou davantage) sur une même figurine, nous présumons qu’il s’agît d’un essai (ou d’une épreuve découpée). Ainsi, une figurine moderne dépourvue simultanément de sa valeur et de sa dentelure devra, en principe, être considérée comme un essai.
Mais, attention, il s’agît dans ces deux cas de présomptions et non de certitudes.

### Qualification de «non émis»
D’autre part, il peut aussi arriver que l’on se trouve en présence d’une figurine dentelée, tout à fait achevée, avec pour seule différence une légende non conforme, ou une couleur autre que celle adoptée pour le timbre.
Une telle figurine pourrait donc être un essai ou un timbre non émis (cf. Timbre non émis).
Les timbres non émis sont des timbres imprimés en quantité, mais que l'on a renoncé à émettre pour différentes raisons. De tels timbres étant généralement plus recherchés que les épreuves ou les essais de timbres adoptés, on a souvent essayé de faire passer des épreuves ou essais pour des non émis.
Dans ces cas, le choix de la qualification n'est pas facile au seul vu du timbre. Il faut se reporter au catalogue, ou, si le timbre n'était pas encore connu sous cette forme, se pencher, dans la mesure du possible, sur les dessous de son émission.

### Epreuves et essais postaux
- Yvert et Tellier, Catalogue Spécialisé des timbres de France, Tomes 1 et 2, Amiens, 1975 et 1982.
- Dallay-Maury, Catalogue de cotation de timbres de France, Paris 2009.

### Epreuves et essais fiscaux
- Yvert et Tellier (et S.F.P.F.), Catalogue des timbres fiscaux et socio-postaux de France et de Monaco, Yvert et Tellier, Amiens, 2004.